# زواج المثليين في مالطا
أصبح زواج المثليين قانونيًا في مالطا في 1 سبتمبر 2017، عقب إقرار التشريع في البرلمان في 12 يوليو 2017. تم توقيع القانون في القانون من قبل رئيسة مالطا ماري لويز كوليرو بريكا، في 1 أغسطس 2017. في 25 أغسطس 2017، أصدر وزيرة المساواة مذكرة قانونيًة بدخول القانون حيز التنفيذ في 1 سبتمبر 2017.
وسمحت مالطا بالاتحادات المدنية للشركاء المثليين والشركاء المغايرين منذ عام 2014 بعد سن «قانون الاتحادات المدنية». تمنح الاتحادات المدنية نفس حقوق ومسؤوليات وواجبات الزواج، بما في ذلك حق التبني المشترك. صوت البرلمان على الموافقة النهائية على القانون في 14 أبريل 2014، بتصويت 37 صوتا لصالحه وامتناع 30 عضوا عن التصويت. تم التوقيع على القانون، أيضا من قبل الرئيسة كوليرو بريكا، في 16 أبريل 2014 ونشرت في الجريدة الرسمية للحكومة في اليوم التالي، في 17 أبريل. تم عقد أول اتحاد مدني في 13 يونيو 2014.

## الاتحادات المدنية

### التاريخ
قبل انتخابات عام 2008، أرسلت «حركة مالطا لحقوق المثليين» طلبا إلى جميع الأحزاب السياسية الرئيسية طالبين منهم وجهات نظرهم حول الاعتراف بالاتحادات المثلية. لم يدعم أي من الأحزاب زواج المثليين، لكن جميعهم أيدوا الاعتراف بالاتحادات المدنية للشركاء المثليين إلى حد ما. ودعم الحزب القومي توسيع بعض الحقوق للشركاء المثليين المتساكنين دون زواج. أيد حزب العمال المالطي الاعتراف «بالعائلات المثلية والشراكات»، على الرغم من أنه لم يكن معروفا ما إذا كان هذا سيكون في شكل مساكنة غير مسجلة أو شراكة مسجلة. دعم حزب العمال الوطني الشراكات المدنية التي من شأنها أن تمنح الشركاء المثليين بعض الحقوق الممنوحة للأزواج المتزوجين، وليس بما في ذلك مزايا الرعاية المغايرين. دعم البديل الديموقراطي/الخضر الشراكات المدنية التي توفر كل حقوق الزواج.

### مشروع قانون الشراكات المدنية 2012
في 28 آذار/مارس 2010، أعلن رئيس الوزراء لورانس غونزي أن الحكومة تعمل على إعداد مشروع قانون لتنظيم المساكنة، وتوقع أن يكتمل بحلول نهاية العام. قدم وزير العدل مشروع القانون (المعروف باسم «مشروع قانون الشراكة المدنية وحقوق والتزامات المتساكنين 2012») في 28 أغسطس 2012، واستمرت عملية التشاور حتى 30 سبتمبر.تم تقديم مشروع القانون، لكن لم يصوت عليها إلى أن سقطت في ديسمبر 2012 بسبب سقوط الحكومة وحل البرلمان.

### قانون الاتحاد المدني 2014
خلال حملة الانتخابات لعام 2013، أعلن حزب العمال عن نيته في تقديم قانون يسمح بالاتحادات المدنية للشركاء المثليين في حالة انتخابهم في الحكومة. تم تحديد هذا الأمر بحلول صيف 2013، ولكن تم تأجيله حتى عام 2014. قالت «هيلينا دالي»، وزيرة الحوار الاجتماعي وشؤون المستهلكين والحريات المدنية، أن تشريع زواج المثليين سيتطلب إجراء استفتاء، وأن الحكومة لا تنوي طرح المسألة على تصويت شعبي.
في 30 أيلول/سبتمبر 2013، في اليوم الأول من الدورة التشريعية الجديدة، قام برلمان مالطا بالقراءة الأولى لمشروع قانون الاتحادات المدنية، الذي نُشر في 14 أكتوبر 2013. وينشئ التشريع اتحادات مدنية (بالمالطية: unjoni ċivili)‏ لكل من الشركاء المغايرين والشركاء المثليين تعطيهم نفس الحقوق المتاحة للأزواج،  بما في ذلك حقوق التبني المشتركة. على الرغم من أن العازب في مالطا بغض النظر عن توجه الجنسية قادر بالفعل على تبنيهم كفرد، فإن المعارضين جعلوا حقوق التبني محور تركيزهم على التشريع. في خطبة عيد الميلاد عام 2013، أدان المطران الكاثوليكي الروماني تشارلز جي سكالون التبني من قبل الشركاء المثليين وقال أن البابا فرانسيس قد طلب منه اتخاذ موقف عام ضده. في 25 فبراير 2014، مر مشروع القانون مرحلة اللجان. تأجلت القراءة الثالثة لأن الرئيس جورج أبيلا أشار إلى أنه لن يوقع عليها. أصبحت ماري لويز كوليرو بريكا، التي أشارت إلى أنها ستوقع عليها، رئيسة في 4 أبريل. تمت الموافقة على مشروع القانون في قراءته الثالثة في 14 أبريل في تصويت 37 صوتا لصالحه مقابل عدم تصويت أي عضو ضده، مع تأييد جميع أعضاء حزب العمال المالطي وامتناع جميع أعضاء الحزب الوطني المعارض عن التصويت. تم التوقيع على القانون من قبل الرئيس ماري لويز كوليرو بريكا في 16 أبريل، ونشر في الجريدة الرسمية للحكومة في 17 أبريل وأصبح رسميا «قاتون الاتحاد المدني 2014» (بالمالطية: Att tal-2014 dwar l-Unjonijiet Ċivil)‏. تم إجراء أول اتحاد مدني في 13 يونيو 2014. في 20 يونيو 2014، نشرت وزارة الشؤون الداخلية والأمن الوطني لوائح، على أساسها، تعترف الدولة بالاتحادات المدنية في الخارج، والتي تعتبرها الوزارة ذات وضع معادل للاتحاد المدنية في مالطا. منذ 1 سبتمبر 2017، يمكن للشركاء في اتحاد مدني تحويل اتحادهن إلى زواج في غضون خمس سنوات من دخول «قانون الزواج (تعديل) وقوانين أخرى، 2017». قام كاهن كاثوليكي أصله من جمهورية الدومينيكان بالتصرف عكس المبادئ التوجيهية للكنيسة، إذ قام بمباركة زوجين مثليين من الذكور في حفل خطوبة في أبريل 2015.

### إحصائيات
تم تسجيل 47 اتحادا مدنيا بحلول أبريل 2015، بعد عام من دخول قانون الاتحادات المدنية حيز التنفيذ.
بحلول نوفمبر 2016، تم تسجيل 153 اتحاد مدني من نفس الجنس في البلاد. بحلول أبريل 2017، ارتفع هذا العدد إلى 188.
ووفقاً للتقارير التي ظهرت خلال مناقشة مشروع قانون زواج المثليين في نهاية يونيو/حزيران 2017، تم تسجيل حوالي 200 اتحاد مدنية من نفس الجنس في ذلك الوقت.

## المساكنة غير المسجلة
في 3 أبريل 2017، وافق البرلمان المالطي على «قانون المساكنة 2016» (بالمالطية: Att tal-2016 dwar il-Koabitazzjoni)‏. يعترف القانون بالشركاء المتساكنين الذين يعيشون معا لمدة سنتين على الأقل ويمنح المتساكنين المزيد من الحقوق المتعلقة بالقرارات الأبوية والطبية، من بين أمور أخرى. يحدد القانون المساكنة بين شخصين، بغض النظر عن جنسهما. وقد وقّعت الرئيسة ماري لويز كوليرو بريكا على القانون في 7 نيسان/أبريل. دخل القانون حيز التنفيذ في 1 تموز 2017.

## زواج المثليين

### التاريخ
في مارس/آذار 2016، صرح رئيس وزراء مالطا وزعيم حزب العمال الحاكم جوزيف موسكات في مناسبة دولية بمناسبة يوم المرأة أنه يؤيد شخصيا تشريع زواج المثليين في البلاد وأنه «حان وقت النقاش الوطني» حول القضية.رد زعيم الحزب القومي المعارض سيمون بوسوتيل بالقول أنه على الرغم من أن الحكومة تحاول استخدام مسألة زواج المثليين لتحويل الأنظار عن مشاكل الحكومة، وقال انه لا يتوقع أي صعوبة في تعديل تشريعات الاتحاد المدني في مالطا لعام 2014 لتشريع زواج المثليين. وفي وقت لاحق، دعت المنظمة الرائدة في مجال حقوق المثليين في البلاد إلى تقديم مشروع قانون يفتح باب الزواج لجميع الأزواج بغض النظر عن جنسهم دون تأخير.
في 21 فبراير 2017، قالت وزيرة الحوار الاجتماعي وشؤون المستهلكين والحريات المدنية هيلينا دالي أنها كانت تعد مشروع قانون لتشريع زواج المثليين. وفي اليوم التالي، ذكرت دالي أن الأمر متروك لمجلس الوزراء ليقرر ما إذا كان سيتم عرض مشروع القانون على البرلمان قبل الانتخابات القادمة، والمقررة مسبقا لعام 2018. ومع ذلك، في 1 مايو تمت الدعوة إلى انتخابات مبكرة في 3 يونيو 2017، مما أخر القضية إلى الدورة التشريعية المقبلة. من الأحزاب الرئيسية، ذكر رئيس الوزراء وزعيم حزب العمال جوزيف موسكات أن حزبه سيقدم على الفور مشروع قانون لتشريع زواج المثليين إذا أعيد انتخابه،في حين أكد زعيم الحزب القومي سيمون بوسوتيل أن البيان الانتخابي لحزبه سيشمل دعم زواج المثليين.

### قانون الزواج 2017
بعد فوز حزب العمال المالطي في الانتخابات، صرح رئيس الوزراء جوزيف موسكات بأن الحكومة تعتزم تمرير تشريع زواج المثليين في البرلمان قبل نهاية الصيف. وفي 18 يونيو عام 2017، أعلن رئيس الوزراء أنه سيتم عقد القراءتين الأولى والثانية لتشريع زواج المثليين في اليوم الأول من الدورة البرلمانية التي ستبدأ في الأسبوع الذي يبدأ في يونيو 26. في 23 يونيو 2017، أكد الحزب القومي عزمه على التصويت لصالح مشروع القانون، وإدخال تعديلات في مرحلة اللجنة.
في 24 يونيو 2017، تمت القراءة الأولى لمشروع القانون (بعنوان «مشروع قانون الزواج و (تعديل) القوانين الأخرى») خلال بدأ أشغال الدورة البرلمانية الجديدة. ومع ذلك، أثار عدد من نواب الحزب القومي مخاوف بشأن أجزاء من القانون، وتحديدًا الأقسام التي غيرت محل المراجع الخاصة بالجنس بمصطلحات محايدة بين الجنسين، وأثار ذلك احتمال حصول أعضاء الحزب على تصويت حر على مشروع القانون.خضع مشروع القانون للقراءة الثانية في 26 يونيو. أعلن نائبا الحزب الديمقراطي المالطي نيته لدعم مشروع القانون في نفس اليوم. تم الانتهاء من القراءة الثانية لمشروع القانون في 5 يوليو، مع تصويت كل عضو في البرلمان لصالحه باستثناء النائب عن الحزب القومي «إدوين فاسالو». نجح مشروع القانون في عبور مرحلة لجنة النظر في مشاريع القوانين، والتي وقعت في 6 و 7 و 10 يوليو. وقد رفضت اللجنة جميع التعديلات التي اقترحها الحزب القومي.
في 12 يوليو، تمت الموافقة على مشروع القانون في قراءته الثالثة في تصويت 66 صوتا لصالحه مقابل صوت واحد ضده (66-1)، مع تصويت كل عضو في البرلمان لصالحه ما عدا النائب فاسالو. وقعت عليه الرئيسة ماري لويز كوليرو بريكا في 1 أغسطس 2017، وبذلك أصبح «قانون الزواج و (تعديل) القوانين الأخرى 2017» (بالمالطية: Att tal-2017 li jemenda l-Att dwar iż-Żwieġ u Liġijiet oħrajn)‏. في 25 أغسطس، أصدرت وزيرة المساواة إشعارًا قانونيًا بدخول القانون حيز التنفيذ في 1 سبتمبر 2017.

### سفن الرحلات
أعلنت شركة «سيليبريتي كروزس» التي تتخذ من فلوريدا مقراً لها، في 11 أكتوبر/تشرين الأول 2017، أنها ستقوم بعقد زواج المثليين قانونيا على سفنها أثناء وجودها في المياه الدولية بعد تشريع زواج المثليين في مالطا، حيث يتم تسجيل معظم سفن الشركة.

## الرأي العام
أظهر استطلاع للرأي أجراه في يوروستات في عام 2006 في مالطا في دعم 18٪ ل زواج المثليين.
ومع ذلك، يبدو أن الدعم بين الشباب أعلى من ذلك بكثير. أظهر استطلاع للرأي أجري في أكتوبر 2009 أن 49% من طلاب الجامعات يؤيدون زواج المثليين، بينما عارض 35% منهم و16% لم يقرروا بعد. أظهر استطلاع للرأي أجري في أكتوبر 2011 أن 56.5% من طلاب الجامعات يؤيدون زواج المثليين.
في يونيو/حزيران 2012، أظهر استطلاع للرأي أجرته صحيفة «مالطا اليوم» دعمًا لزواج المثليين في مستوى قياسي، حيث يؤيد 60% من الأشخاص الذين تتراوح أعمارهم بين 18-35 زواج المثليين. وجد الاستطلاع فجوة بين الأجيال، حيث أن 23% فقط من الأشخاص الذين تزيد أعمارهم عن 55 عامًا يدعمون التغيير. وبشكل عام، وجد الاستطلاع أن 41% من السكان كانوا يؤيدون زواج المثليين، وأن 52% كانوا ضده، وهو تغير كبير بالمقارنة مع عام 2006، عندما دعمه 18% فقط من السكان.
وأظهر استطلاع للرأي في نوفمبر 2013 أن 69.9% يؤيدون تشريعات الاتحادات المدنية. ومع ذلك، في الوقت نفسه، فقط 24.7% يؤيدون حق تبني المثليين للأطفال.
وجد استطلاع يوروباروميتر لعام 2015 أن 65% من المالطيين يعتقدون أنه يجب السماح بزواج المثليين في جميع أنحاء أوروبا، بينما كان 29٪ منهم ضده.
أظهر استطلاع أجرته صحيفة «ذي مالطا إندبندنت» في أبريل 2016 أن 61% من المالطيين يؤيدون زواج المثليين، في حين يعارضه 25% منهم، وأجاب 10.1% منهم بأنهم «لا يهتمون» وكان 3.7% غير متأكدين. ووجد الاستطلاع فجوة كبيرة في العمر: إذ أيد 91.7% من الشباب الذين تتراوح أعمارهم بين 18-24 سنة زواج المثليين، في حين أيده 42.5% فقط من الذين تتراوح أعمارهم بين 65 وما فوق. عندما يتم تقسيمهم حسب الانتماء السياسي، فإن 52.5٪ من ناخبي الحزب القومي المالطي و70.1% من ناخبي حزب العمال المالطي يؤيدون زواج المثليين. كما كانت النساء أكثر دعما لزواج المثليين (62.7%) مقابل الرجال (59.7%).